# Philereme ignotata
Philereme ignotata là một loài bướm đêm trong họ Geometridae.